# Abe no Seimei
Abe no Seimei (安倍 晴明 Abe no Seimei?) (921?-1005?) fue un onmyōji, un especialista en onmyōdō a mediados de la Era Heian en Japón. Además de su importante papel en la historia, es una figura legendaria en el folclore japonés y ha aparecido en gran número de obras y películas.

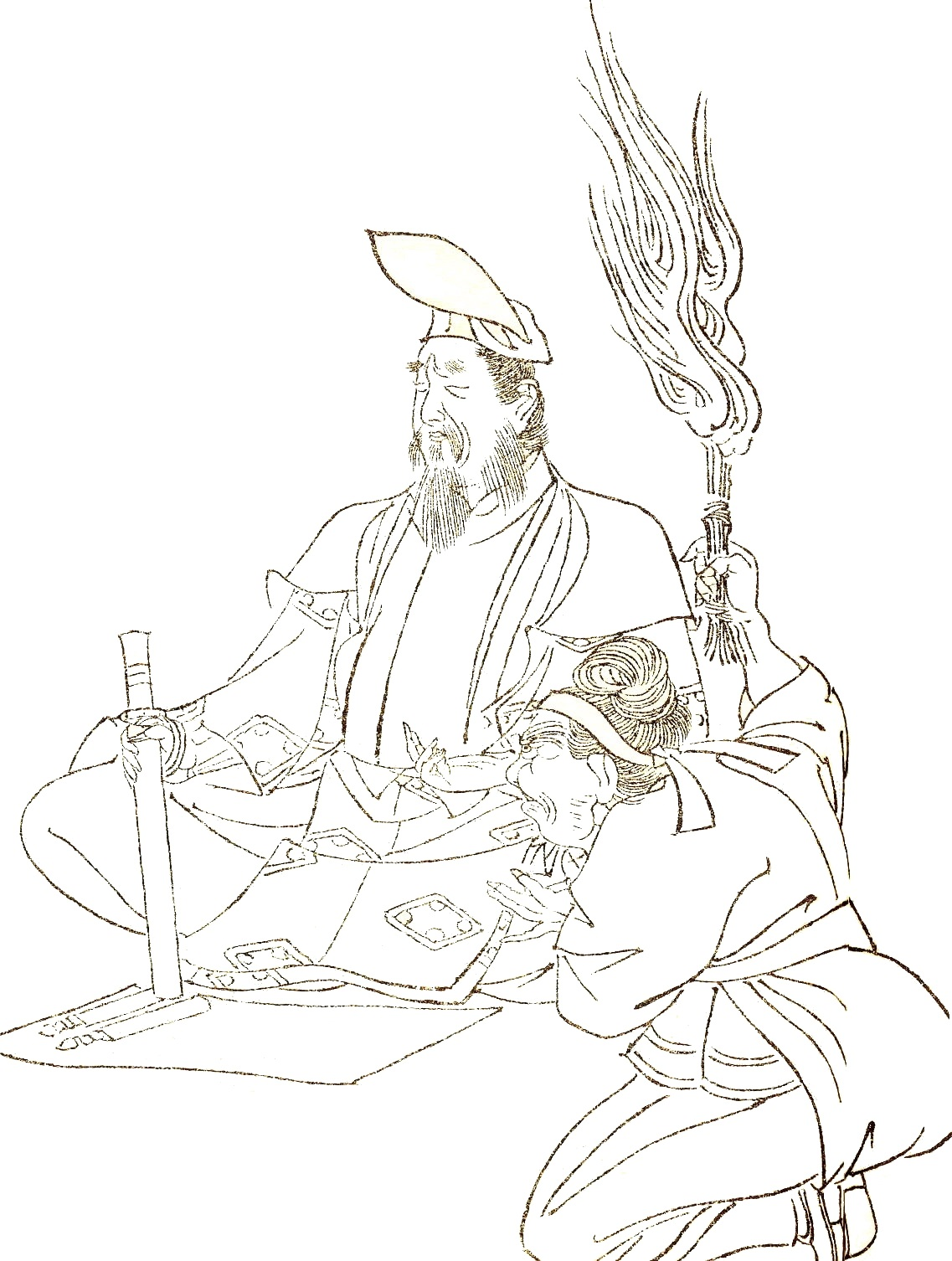
Abe no Seimei según lo dibujado por Kikuchi Yōsai (菊池容斎), un pintor popular en Japón.

Seimei trabajaba como onmyōji para los emperadores y el gobierno Heian, haciendo calendarios y aconsejando las mejores formas desde el punto de vista espiritual para lidiar con los problemas y asuntos importantes. Rezaba por el bienestar del emperador y el gobierno, además de aconsejar en diversos temas. Era además astrólogo y predecía hechos astrológicos. Disfrutó de una vida excepcionalmente larga, libre de las peores enfermedades de la época, lo que contribuyó a la creencia popular de que poseía poderes místicos.
El Santuario Seimei (晴明神社), situado en Kioto, es un santuario popular dedicado a él. El puente y distrito Abenobashi (Abe-no-bashi "Puente de Abe") también en Kioto, deben a él su nombre.

## Vida

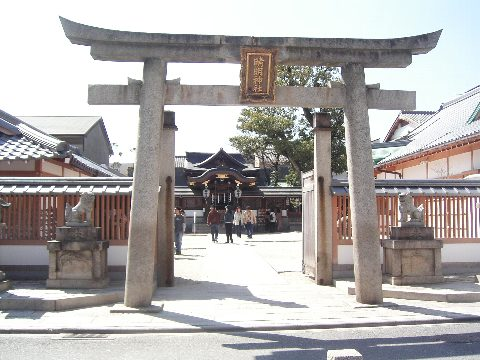
Entrada del santuario Shinto dedicado a Seimei en Kioto.

Su vida está bien registrada, y hay pocas dudas sobre ella. Sin embargo, justo tras su muerte, empezaron a aparecer leyendas sobre él, similares a todas las que rodean a Merlín en la cultura de Europa.  Muchas de estas leyendas fueron escritas originalmente en el Konjaku Monogatarishu, y ya en el Período Edo había muchas historias en circulación sobre sus actos heroicos.
De acuerdo a la leyenda, Abe no Seimei no era enteramente humano. Era fruto de un padre humano, Abe no Yasuna, y de Kuzunoha, que era una kitsune (un espíritu zorro). Desde pronta edad, no más de cinco años, podía dar órdenes a los Oni más débiles. Su madre le confió a Kamo no Tadayuki, un maestro de onmyōdō, para que pudiera vivir como un humano y no volverse malvado.
La era Heian, en especial los años en que vivió Seimei, fueron días de paz. Muchos de los mitos que le muestran se centran en una serie de batallas mágicas con un rival, Ashiya Doman, que trataba de dejar en evidencia a Seimei para poder usurpar su posición como consejero. Una de las historias referentes a Doman y un joven Seimei los sitúan en un duelo de adivinación, para descubrir el contenido de una caja cerrada. Doman había planeado con otro que se pondría dentro quince mandarinas y que el adivinaría que eso era lo que había dentro. Seimei, sin embargo, previendo el engaño, transformó las frutas en ratas, y afirmó que dentro de la caja había quince ratas. Cuando se reveló el contenido, Doman sufrió una gran derrota.
Se ha dicho que Abe no Seimei no tuvo descendencia. Sin embargo, contradictoriamente, también se dice que los onmyōji Abe no Yasuaki y Abe no Yasuchika eran su hijo y su nieto respectivamente. Si lo eran por adopción o si la historia tiene alguna otra interpretación posible, permanece sin definir.
Tras su muerte, el emperador le erigió un santuario, en donde estuvo su casa, en Kioto.

### Senji Ryakketsu
Abe no Seimei es el autor de Senji Ryakketsu, un libro sobre onmyōdō.

## En la ficción
Su nombre aparece en muchas obras de ficción, a menudo como un hombre sabio del lado del bien, y raramente como un enemigo.
En 1994, Baku Yumemakura empezó una serie de novelas llamadas Onmyōji, con Seimei como un apuesto joven que vivía en un mundo al estilo del a Era Heian poblado con muchos seres misteriosos. Fue convertido en manga por Reiko Okano y se hizo popular entre las adolescentes. En 2002, una serie de televisión basada en las novelas fue realizada.
La película Onmyōji, protagonizada por Mansai Nomura como Seimei, fue estrenada en 2001 (2004 en los Estados Unidos) por Pioneer (ahora Geneon). En 2003, una secuela, Onmyōji II, fue producida. A pesar de compartir nombre, no existe relación entre ambas películas.
Para sacar partido del éxito de las películas Onmyōji, Fuji TV produjo una miniserie en 2004, llamada Onmyōji: Abe no Seimei. Esta carecía de relación con las películas mencionadas.
En la película La Gran Guerra Yokai dirigida por Takashi Miike en 2005.
Seimei aparece también en el anime Abenobashi Mahō☆Shōtengai. El centro de la historia era la práctica onmyōji para cambiar los hechos ocurridos y evitar una desgracia, y las desventuras de un chico y una chica a través de sucesivas realidades paralelas, en un tono cómico.
Una de sus poco frecuentes apariciones como villano tiene lugar en el Otogizoshi. 
En el anime Shin Getter Robo Abe no Seimei aparece como un poderoso hechicero viviendo en un castillo sobre una ciudad. Tiene grandes poderes mágicos, controla a muchos Oni y puede invocar a voluntad a otros de mayor tamaño que rivalizan con Getter Robo (el robot gigante protagonista de la serie).
Aparece simplemente como una mujer llamada Seimei, como heroína de Otogi 2, un juego de Xbox.
En el juego de PS2, Kuon, Ashiya Doman y Abe no Seimei son rivales, siendo el segundo mostrado como mujer.
en el anime Mayonaka no Occult Koumuin el protagonista arata miyako es la reencarnación de abe no seimei
En el anime Harukanaru Toki no Naka de, Seimei aparece como creador y maestro de Abe no Yasuaki. Nuevamente, es un poderoso onmyōji.
En la historia Teito Monogatari, el villano onmyōji, Kato Yasunori, dice ser descendiente de Seimei. 
En el anime Kujaku Oh, aparece como un fantasma.
Hao Asakura en Shaman King (una serie de manga y anime) está inspirado en Abe no Seimei.
Abe no Masahiro de la novela, drama, y anime Shōnen Onmyōji es el nieto de Seimei. Este aparece en la serie como una mezcla de mentor y obstáculo para el protagonista, que quiere sobrepasar a su abuelo. Aquí aparece como un anciano onmyōji que vigila el progreso de su nieto en el onmyōdō. A pesar de aplaudir los logros del joven, también destaca los fallos de éste, lo cual enfada a menudo a su nieto, que se ve siempre en la sombra de la leyenda que es Abe no Seimei.
En el manga de Nurarihyon no Mago, el hijo de Hagoromo Gitsune es Abe no Seimei, quién a su vez es el Nue.
El juego de cartas Yu-Gi-Oh! posee un monstruo basado en Abe no Seimei, llamado "Amo de los Sellos Meisei". Este aparece en ilustraciones de otras cartas urilizando talismanes de sellado.
En el manga y anime de Drifters aparece como el líder de una organización de magos llamada Octobrist.
En el manga y anime Sousei No Onmyouji aparece como el primer "onmyōji" y seguidamente se convierte en el último enemigo del anime. 
En el manga y anime Gintama aparece durante el periodo edo como consejero principal del Shogunato y tiene una hermana que es una onmyōji al igual que el pero trabaja como presentadora del clima.
En el manga, anime y novela Tokyo Ravens aparece como el enemigo principal.
En el webcomic y anime Fukigen na Mononokean los protagonistas Abeno Haruitsuki y Ashiya Hanae están basados en Abe no Seimei y Ashiya Doman respectivamente, siendo su labor el exorcisar a los demonios y cualquier otro ente sobrenatural.
en el anime Mayonaka no Occult Koumuin el protagonista miyako arata es la rencarnacion de abe no seimei.
en el videojuego de género MOBA Mobile Legends aparece como el abuelo de una de las heroínas, Kagura, quien cumple el rol de mago y es descripta como integrante y heredera de la familia "onmyōji", utilizando su paragüas Seimei (el cual fue entregado a ella por su abuelo) para así eliminar a los enemigos.